# Le Transporteur (série de films)
Pour les articles homonymes, voir Le Transporteur (homonymie) et Transport (homonymie).
 Pour plus de détails, voir Fiche technique et Distribution
Le Transporteur (Transporter en anglais) est une série de films d'action français, composée pour l'instant de quatre films. Il existe également une série télévisée.
Jason Statham incarne le personnage principal dans les trois premiers films : Frank Martin, alias le chauffeur. Dans la série télévisée, c'est Chris Vance qui reprend le rôle. Le quatrième film, Le Transporteur : Héritage, avec Ed Skrein dans le rôle principal, est sorti en 2015 comme le premier film d'une nouvelle trilogie.

## Fiche technique
| Équipe du tournage           | Films                   | Films                    | Films                      | Films                             |
| Équipe du tournage           | Le Transporteur (2002)  | Le Transporteur 2 (2005) | Le Transporteur 3 (2008)   | Le Transporteur : Heritage (2015) |
| ---------------------------- | ----------------------- | ------------------------ | -------------------------- | --------------------------------- |
| Titre anglophone             | The Transporter         | Transporter 2            | Transporter 3              | The Transporter : Refueled        |
| Titre québécois              |                         |                          |                            | Le Transporteur : Rechargé        |
| Réalisateurs                 | Corey Yuen              |                          | Olivier Megaton            | Camille Delamarre                 |
| Réalisateurs                 | Louis Leterrier         |                          |                            |                                   |
| Producteurs                  | Luc Besson              | Luc Besson               | Luc Besson                 | Luc Besson                        |
| Producteurs                  | Steve Chasman           | Steve Chasman            | Steve Chasman              | Mark Gao                          |
| Scénaristes                  | Luc Besson              | Luc Besson               | Luc Besson                 | Luc Besson                        |
| Scénaristes                  | Robert Mark Kamen       | Robert Mark Kamen        | Robert Mark Kamen          | Bill Collage                      |
| Directeur de la photographie | Pierre Morel            | Mitchell Amundsen        | Giovanni Fiore Coltellacci | Christophe Collette               |
| Monteurs                     | Nicolas Trembasiewicz   | Christine Lucas Navarro  | Camille Delamarre          |                                   |
| Monteurs                     |                         | Vincent Tabaillon        | Carlo Rizzo                | Carlo Rizzo                       |
| Compositeurs                 | Stanley Clarke          | Alexandre Azaria         | Alexandre Azaria           |                                   |
| Budget                       | 20 920 000 €            | 27 670 000 €             | 26 634 839 €               | 22 000 000 €                      |
| Durée                        | 92 minutes              | 88 minutes               | 104 minutes                | 96 minutes                        |
| Dates de sortie France       | 23 octobre 2002         | 3 août 2005              | 26 novembre 2008           | 9 septembre 2015                  |
| Dates de sortie États-Unis   | 11 octobre 2002         | 2 septembre 2005         | 26 novembre 2008           | 4 septembre 2015                  |
| Genre                        | action, policier        | action, policier         | action, policier           | action, policier                  |
| Pays d'origine               | France                  | France                   | France                     | France                            |
| Pays d'origine               | États-Unis              | États-Unis               | États-Unis                 | Chine                             |
| Pays d'origine               |                         | Royaume-Uni              |                            |                                   |
| Sociétés de production       | EuropaCorp              | EuropaCorp               | EuropaCorp                 | EuropaCorp                        |
| Sociétés de production       | TF1 Films Production    |                          |                            |                                   |
| Sociétés de production       | Canal+                  |                          |                            |                                   |
| Sociétés de production       | Current Entertainment   | Current Entertainment    | Current Entertainment      | Relativity Media                  |
| Distributeur                 | EuropaCorp Distribution | EuropaCorp Distribution  | EuropaCorp Distribution    | EuropaCorp Distribution           |

## Distribution
| Personnages        | Films                  | Films                    | Films                    | Films                             |
| Personnages        | Le Transporteur (2002) | Le Transporteur 2 (2005) | Le Transporteur 3 (2008) | Le Transporteur : Héritage (2015) |
| ------------------ | ---------------------- | ------------------------ | ------------------------ | --------------------------------- |
| Frank Martin       | Jason Statham          | Jason Statham            | Jason Statham            | Ed Skrein                         |
| Inspecteur Tarconi | François Berléand      | François Berléand        | François Berléand        |                                   |
| Lai Kwai           | Shu Qi                 |                          |                          |                                   |
| Wall Street        | Matt Schulze           |                          |                          |                                   |
| M. Kwai            | Ric Young              |                          |                          |                                   |
| Gianni Chellini    |                        | Alessandro Gassman       |                          |                                   |
| Audrey Billings    |                        | Amber Valletta           |                          |                                   |
| Lola               |                        | Kate Nauta               |                          |                                   |
| Jefferson Billings |                        | Matthew Modine           |                          |                                   |
| Dimitri            |                        | Jason Flemyng            |                          |                                   |
| Stappleton         |                        | Keith David              |                          |                                   |
| Jack Billings      |                        | Hunter Clary             |                          |                                   |
| Max                |                        | Shannon Briggs           |                          |                                   |
| Valentina Vasilev  |                        |                          | Natalya Rudakova         |                                   |
| Jonas Johnson      |                        |                          | Robert Knepper           |                                   |
| Leonid Vasilev     |                        |                          | Jeroen Krabbé            |                                   |
| Malcolm Manville   |                        |                          | David Atrakchi           |                                   |
| Frank Martin Sr.   |                        |                          |                          | Ray Stevenson                     |
| Anna               |                        |                          |                          | Loan Chabanol                     |
| Gina               |                        |                          |                          | Gabriella Wright                  |
| Maria              |                        |                          |                          | Tatiana Pajkovic                  |
| Qiao               |                        |                          |                          | Wenxia Yu                         |
| Arkady Karasov     |                        |                          |                          | Radivoje Bukvic                   |
| Maïssa             |                        |                          |                          | Noémie Lenoir                     |

## Critique
| Film                       | Année | Rotten Tomatoes (avis favorables) | Metacritic            | AlloCiné (critiques presse) |
| -------------------------- | ----- | --------------------------------- | --------------------- | --------------------------- |
| Le Transporteur            | 2002  | 54 % (126 critiques)              | 51/100 (27 critiques) | 3/5 (13 critiques)          |
| Le Transporteur 2          | 2005  | 52 % (120 critiques)              | 56/100 (29 critiques) | 2,5/5 (14 critiques)        |
| Le Transporteur 3          | 2008  | 37 % (111 critiques)              | 51/100 (26 critiques) | 2,6/5 (7 critiques)         |
| Le Transporteur : Héritage | 2015  | 17 % (89 critiques)               | 32/100 (24 critiques) | 2,4/5 (7 critiques)         |

## Box-office
| Film                       | Année | Box-office    | Canada / États-Unis | France            |
| -------------------------- | ----- | ------------- | ------------------- | ----------------- |
| Le Transporteur            | 2002  | 43 928 932 $  | 25 296 447 $        | 541 229 entrées   |
| Le Transporteur 2          | 2005  | 85 167 639 $  | 43 095 856 $        | 1 230 444 entrées |
| Le Transporteur 3          | 2008  | 108 979 549 $ | 31 715 062 $        | 1 430 308 entrées |
| Le Transporteur : Héritage | 2015  | 72 629 670 $  | 16 029 670 $        | 594 935 entrées   |
| Total                      | Total | 310 705 790 $ | 116 137 035 $       | 3 796 916         |